# Mons (Charente)
Mons é uma comuna francesa na região administrativa da Nova Aquitânia, no departamento de Charente. Estende-se por uma área de 20,11 km². Em 2010 a comuna tinha 248 habitantes (densidade: 12,3 hab./km²).